# Plagodis alcoolaria
Plagodis alcoolaria är en fjärilsart som beskrevs av Achille Guenée 1858. Plagodis alcoolaria ingår i släktet Plagodis och familjen mätare. Inga underarter finns listade i Catalogue of Life.

## Bildgalleri

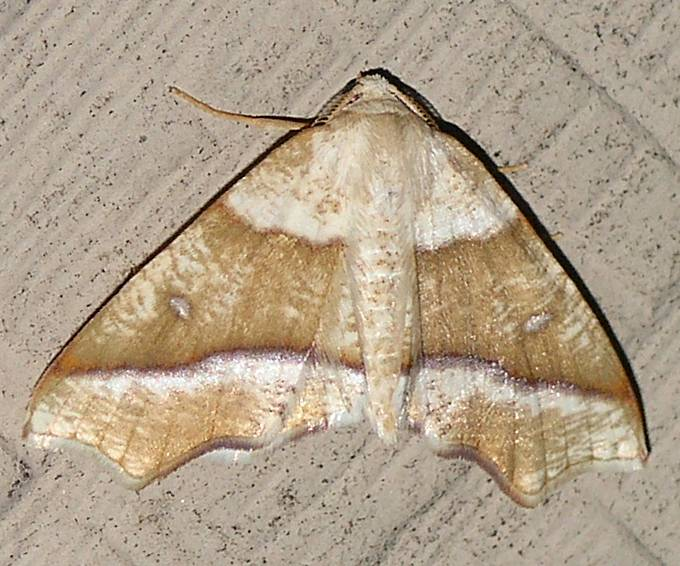
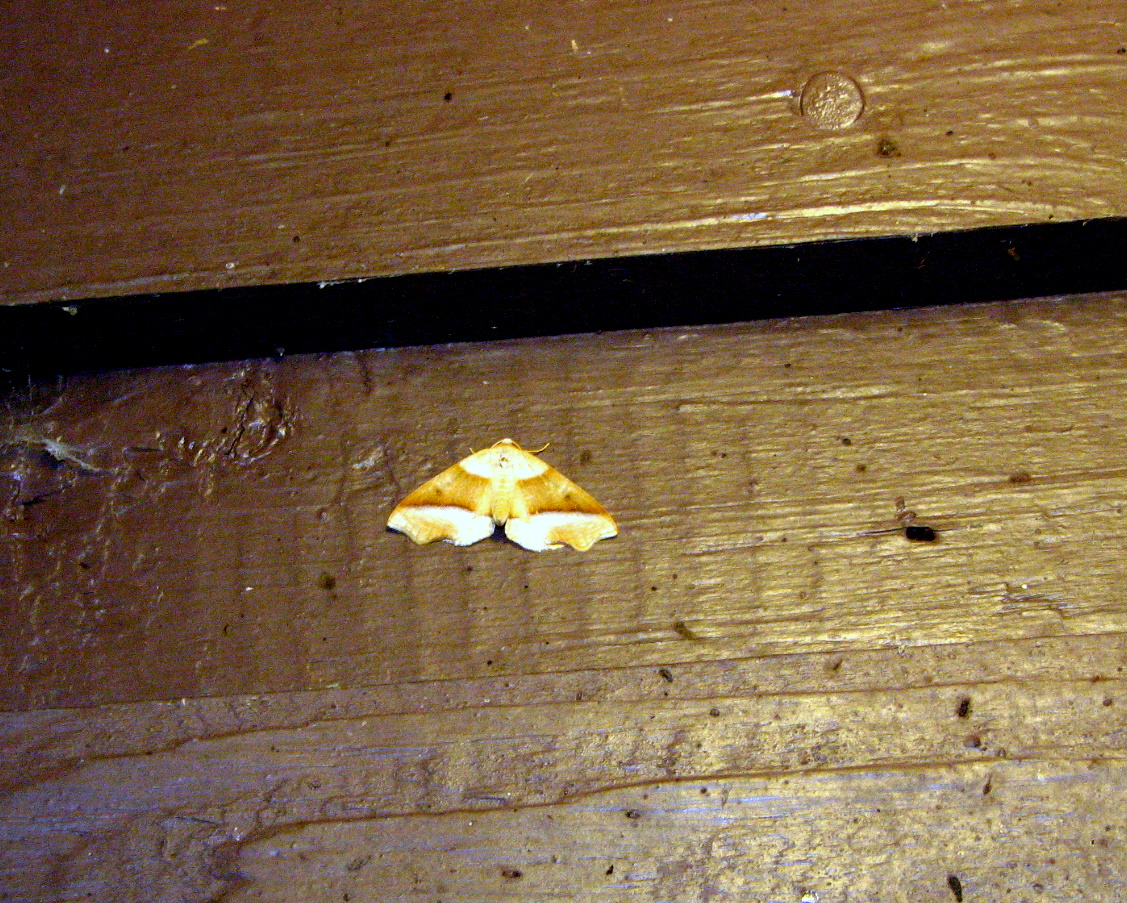
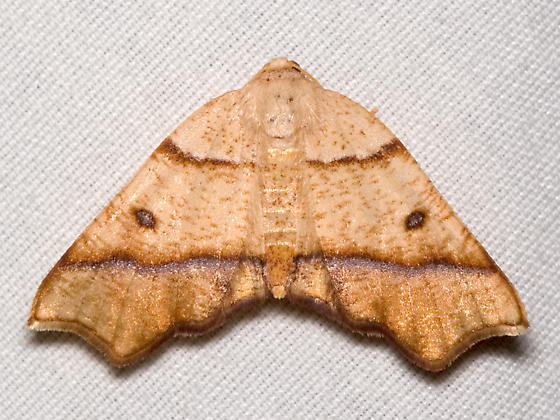
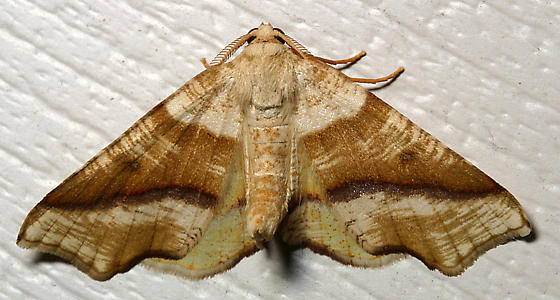